# Gangargui
Gangargui est une localité située dans le département de Boussouma de la province du Sandbondtenga dans la région des Kuilsé au Burkina Faso.

## Géographie
Gangargui se situe à 5 km au nord-ouest de Boussouma, le chef-lieu du département, et à 25 km au sud du centre de Kaya, la capitale régionale. Le village se trouve à 5 km à l'ouest de la route nationale 3 reliant Kaya à Korsimoro.

## Éducation et santé
Le centre de soins le plus proche de Gangargui est le centre de santé et de promotion sociale (CSPS) de Boussouma tandis que le centre hospitalier régional (CHR) se trouve à Kaya.
Gangargui possède une école primaire publique.